# 杨屯镇 (沛县)
杨屯镇，是中华人民共和国江苏省徐州市沛县下辖的一个乡镇级行政单位。

## 行政区划
杨屯镇下辖以下地区：
西姚桥社区、甘庄社区、孟店社区、张街社区、杨屯社区、蒋海社区、南仲山社区、后屯社区、大山湾社区、刘官屯社区、东姚桥村、彭官屯村、张庄村、孔庄村、欢口村、卞庄村、旧姚桥村、西仲山村、西安庄村、赵楼村和许庙村。